# Хатохобеи (штат)
Хатохобеи (Тоби) — штат (единица административного деления) Палау. Является наиболее южным штатом из всех 16 штатов страны. В Состав штата входят: остров Хатохобеи, Риф Хелен и Риф Транзит. Общая площадь около 3 км², население 44 человека (2005), в 2000 году было 23 человека, в 1995 году было 51 человек, в 1962 — 80, то есть имелась тенденция к постоянному сокращению, но в последние годы ситуация выравнивается. Официальные языки штата Хатохобеи — тобианский и английский.
Острова, составляющие штат Хатохобеи вместе с островами, составляющими штат Сонсорол, образуют Юго-Западные острова Палау.
| № | Остров                 | Населённый пункт      | Площадь (км²) | Население (2000/2005) | Координаты                      |
| - | ---------------------- | --------------------- | ------------- | --------------------- | ------------------------------- |
| 1 | Хатохобеи (Тоби)       | Хатохобеи             | 0,60          | 20/н.д.               | 3°00′22″ с. ш. 131°07′26″ в. д. |
| 2 | Риф Хелен (Хотсарихиэ) | пост береговой охраны | 0,03          | 3/н.д.                | 3°00′ с. ш. 131°11′ в. д.       |
| 3 | Риф Транзит (Перауроу) | -                     | -             | —/—                   | 2°47′ с. ш. 132°32′ в. д.       |
|   | Штат Хатохобеи         | Хатохобеи             | 0,63          | 23/44                 |                                 |